# Tit Quinti Escàpula
Tit Quint Escapula (en llatí: Titus Quintius Scapula) va ser un militar romà del segle i aC. Formava part de la gens Quíntia. Era un destacat pompeià.
Va anar a Hispània per lluitar al costat de Gneu Pompeu el jove i va prendre la part més activa en l'organització de la resistència contra Juli Cèsar a la província. Va ser escollit cap de les tropes juntament amb Quint Aponi, però l'any 45 aC va entregar el comandament a Pompeu que havia tornat d'Àfrica quan van ser vençudes les seves tropes a la batalla de Tapsos. Després de la desfeta a la Batalla de Munda veient que tot estava perdut, va fugir a Còrdova i es va suïcidar després d'un esplèndid banquet, tirant-se a les flames d'una pira que havia fet preparar.